# 小林未央
小林 未央（こばやし みお、1981年12月3日 - ）は、大阪府出身の元女子サッカー選手、サッカー指導者。選手時代のポジションはミッドフィルダー。

## 来歴
INAC神戸レオネッサがL2リーグに優勝してL1昇格を決めた2005年シーズンにチームのキャプテンを務めた。
2007年シーズン限りで現役を引退。2013年より益城ルネサンス熊本フットボールクラブのコーチに就任。

## 所属クラブ
- 1987年-1994年：日吉台ウイングス
- 1994年-2000年：松下パナソニックラガッツァ
- 2000年-2004年：大阪教育大学女子サッカー部
- 2004年-2006年：INACレオネッサ
- 2007年-2008年：INACレオネッサアマチュア
- 2009年：スペランツァF.C.高槻

## 代表歴
- 1999年 U-18日本女子代表

## 指導歴
- 2013年 - 益城ルネサンス熊本フットボールクラブコーチ